# Eva Beer
Eva Beer (? 1892 - ? 1977) va ser una botànica, i professora neerlandesa.

## Algunes publicacions

### Llibres
- eva Beer, herman johannes Lam, eva Beer, herman johannes Lam Lam. 1936. The Verbenaceae, collected in Papua by L. J. Brass for the Archbold Expedition. Ed. Am. Museum of Natural History

## Font
- Jacobs, M. 1984. Herman Johannes Lam (1892-1977) : the life and work of a Dutch botanist. 271 p. ISBN 90-6203-545-0